# Unfinished Business
Unfinished Business är ett studioalbum av hiphopartistern Jay-Z och R&B sångaren R. Kelly, deras andra album tillsammans. Utgivet den 26 oktober 2004 av Roc-A-Fella Records, Jive, Rockland och Def Jam Recordings.

## Låtlista
1. "The Return" (Produced by Tone and co-produced by Alexander "Spanador" Mosley) (R. Kelly, S. Carter, S. Barnes, A. Mosley, K. Fareed, W. Irvine, A. Muhammad-Jones, M. Taylor, D. Davis, R. Walters) – 3:53
2. "Big Chips" (Produced by Poke and Tone and co-produced by Alexander "Spanador" Mosley) (R. Kelly, S. Carter, S. Barnes, J.C. Olivier) – 4:43
3. "We Got 'Em Goin'" featuring Memphis Bleek (Produced by Tone and R. Kelly) (R. Kelly, S. Carter, M. Cox) – 4:00
4. "She's Coming Home with Me" (Produced by Poke and Tone and co-produced by Alexander "Spanador" Mosley) (R. Kelly, S. Carter, S. Barnes, J.C. Olivier, A. Mosley) – 3:49
5. "Feelin' You in Stereo" (Produced by R. Kelly) (R. Kelly, S. Carter) – 3:42
6. "Stop" featuring Foxy Brown (Produced by Tone) (R. Kelly, S. Carter, S. Barnes, I. Marchand) – 4:22
7. "Mo' Money" featuring Twista (Produced by Tone) (R. Kelly, S. Carter, S. Barnes, C. Mitchell) – 4:08
8. "Pretty Girls" (Produced by Tone and R. Kelly) (R. Kelly, S. Carter) – 3:34
9. "Break Up (That's All We Do)" (Produced by Tone) (R. Kelly, S. Carter, S. Barnes, T. Bell, L. Creed, K. Gamble) – 4:31
10. "Don't Let Me Die" (Produced by Tone and R. Kelly and co-produced by Alexander "Spanador" Mosley) (R. Kelly, S. Carter, S. Barnes, J.C. Olivier, A. Mosley) – 4:51
11. "The Return (Remix)" featuring Slick Rick and Doug E. Fresh (Produced by Tone and co-produced by Alexander "Spanador" Mosley) (R. Kelly, S. Carter, R. Walters, D. Davis, S. Barnes, A. Mosley) – 2:58